# 游輝宂
游輝宂（1983年2月26日—），中华民国政治人物，中國國民黨籍，出身中和游氏客家望族，父親游象賢曾任中和市市民代表會主席。游輝宂現任新北市議員、現任國民黨新北市議會黨團副書記長，曾任中國天津市訪美翻譯官、新北市議員游輝廷特助。

## 生平
臺北縣中和市復興國小畢業後，離開父母與弟妹，到紐西蘭念中學，高中畢業後到美國俄亥俄州愛許蘭大學念企業管理系，回臺後去服兵役。之後到新北市議員游輝廷服務處擔任秘書職務。後來因為游輝廷不選，由堂弟游輝宂參選，以無黨團結聯盟選上成為第二屆新北市議員。
2022年透過同舟計畫，申請加入中國國民黨。2023年，現任新北市市議員游輝宂與前立委張慶忠之子張智倫爭取國民黨新北市第8選區（中和）立法委員黨內初選民調和黨員投票，結果游輝宂落敗。

## 新北市議員任內
2019年12月新北市的新式門牌復工換發，新北市議會第一審查會在場的市議員周勝考、江怡臻、 何淑峯、 周雅玲、李坤城、張維倩、鄭戴麗香、游輝宂等人都關心新式門牌議題。